# Chiesa di Santa Maria in Brera
La chiesa di Santa Maria in Brera era una chiesa di Milano, parzialmente demolita e stravolta fra il 1808 e il 1809 per ricavare nuove stanze della Pinacoteca, venendo di fatto inglobata nel palazzo di Brera.

## Storia
La chiesa di Santa Maria in Brera faceva parte del convento degli Umiliati, citata per la prima volta nella bolla con cui papa Innocenzo III nel 1201 approvava la regola del movimento. Nel 1346 venne chiamato Giovanni di Balduccio da Pisa per il rifacimento della facciata. Nel 1485 è realizzata qui la Madonna del tappeto, di Vincenzo Foppa. Nel periodo della Controriforma subentrano agli Umiliati i Gesuiti; nel 1572, anno di realizzazione del palazzo di Brera, venne ristrutturata dal Richini.
La chiesa venne sconsacrata nel 1806.

### Demolizione
Nel 1808 si decise di tramezzare la chiesa, così da poter ricavare nuove sale - i cosiddetti  Saloni Napoleonici - per ospitare la Pinacoteca di Brera, che stava prendendo forma proprio in quegli anni. I lavori, affidati all'architetto Pietro Gilardoni si protrassero fino all'anno successivo: il 15 agosto 1809 - in onore del compimento del quarantesimo anno di vita di Napoleone - vennero inaugurate le tre nuove sale, dominate dal grande gesso di Napoleone come Marte pacificatore, realizzato da Antonio Canova, mentre al piano terra trovava sede il nascente Museo archeologico. L'evento fu solo temporaneo; l'effettiva apertura della galleria delle statue e delle pitture avrebbe avuto luogo soltanto il 20 aprile 1810.

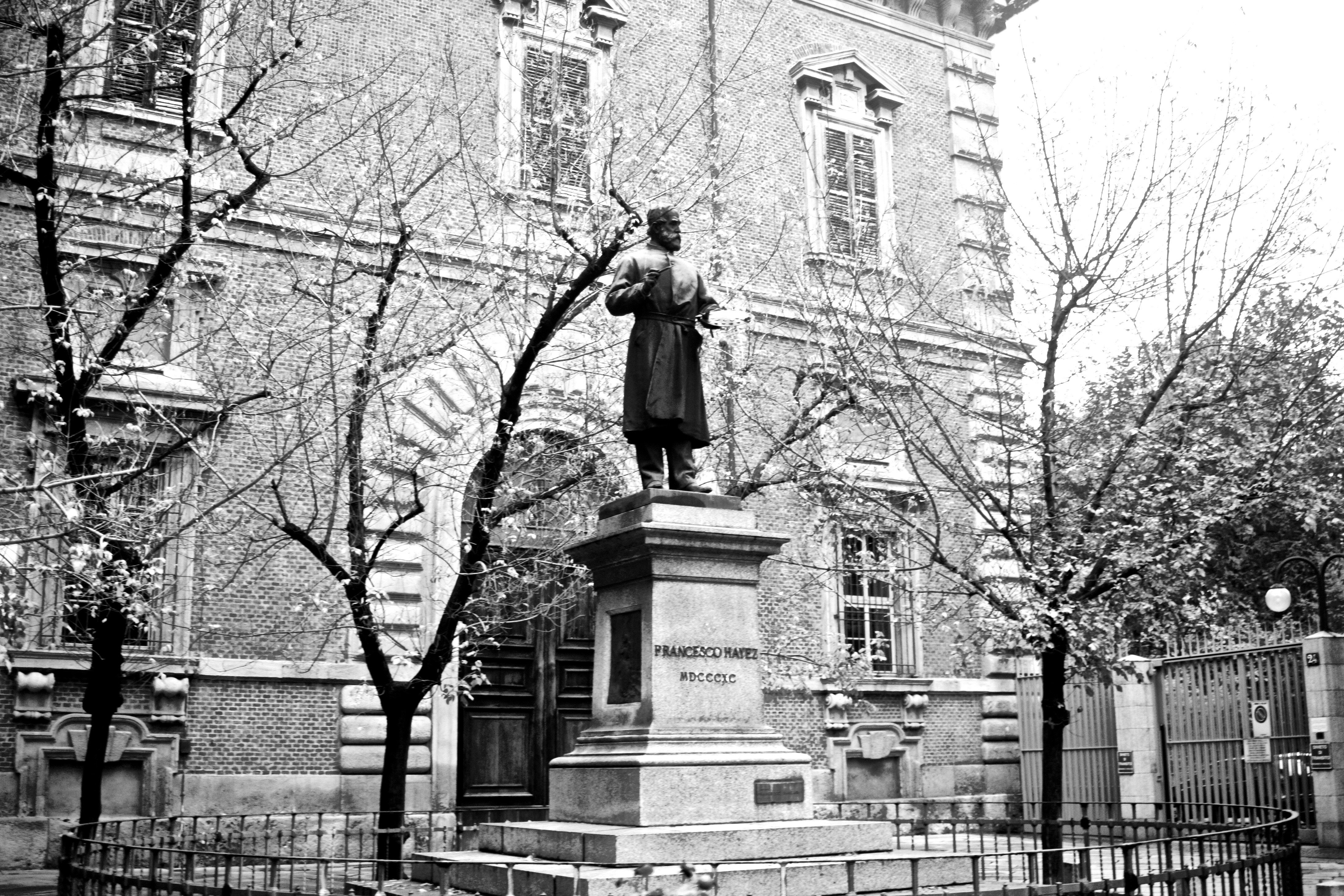
L'attuale facciata del palazzo di Brera, dove sorgeva la facciata della chiesa

Dopo la demolizione i bassorilievi e le sculture della facciata e frammenti del portale della chiesa di Santa Maria in Brera vengono trasferiti al Museo d'arte antica del Castello Sforzesco di Milano (dove ancora oggi sono visibili). Altre vennero reimpiegate dal Canonica per la realizzazione della facciata della cascina San Fedele, al parco di Monza. Altri frammenti si trovano nella villa Antona-Traversi di Desio.

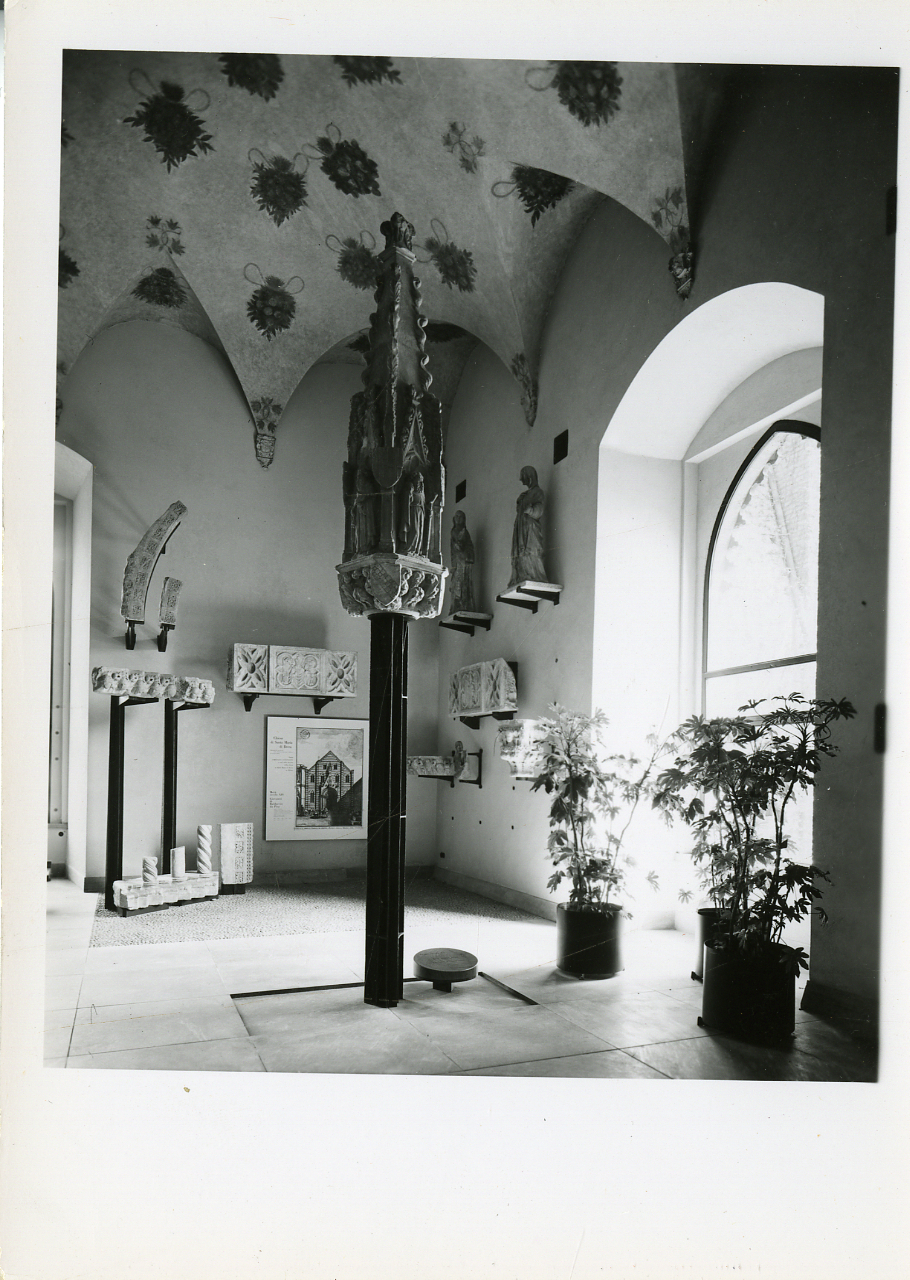
Frammenti del portale della chiesa di Santa Maria in Brera. Museo d'arte antica del Castello Sforzesco, sala 4. Foto di Paolo Monti, 1956.

Le opere pittoriche (tele ed affreschi poi staccati) che ornavano l'interno della chiesa, di Bernardino Luini, Bernardino Zenale, Bartolomeo Suardi detto il Bramantino e Vincenzo Foppa, sono oggi conservati nella Pinacoteca di Brera e nel Museo della scienza e della tecnologia di Milano. Altre parti di affresco attribuite a Giusto dei Menabuoi, frammenti di vele, basamenti di colonne, capitelli e decorazioni murali sono ancora visibili negli spazi (esterni ed interni) adibiti alle aule di scenografia dall'attuale Dipartimento di progettazione e arti applicate dell'Accademia.
Ad oggi, per quanto sia stata del tutto inglobata all'interno del palazzo di Brera, si possono ancora individuare le strutture originarie della chiesa: sono ancora visibili alcune campate di fondo, parte del presbiterio e la base del campanile. Lo spazio antistante la chiesa è conosciuto come "piazzetta di Brera", ed è dominato dalla statua di Francesco Hayez, realizzata nel 1890 da Francesco Barzaghi. Nei vecchi ambienti della chiesa è oggi ospitata l'aula di scenografia dell'Accademia di Brera.
L'unica raffigurazione finora nota che raffigura la vecchia chiesa è un'incisione settecentesca di Giorgio Giulini.

## Descrizione

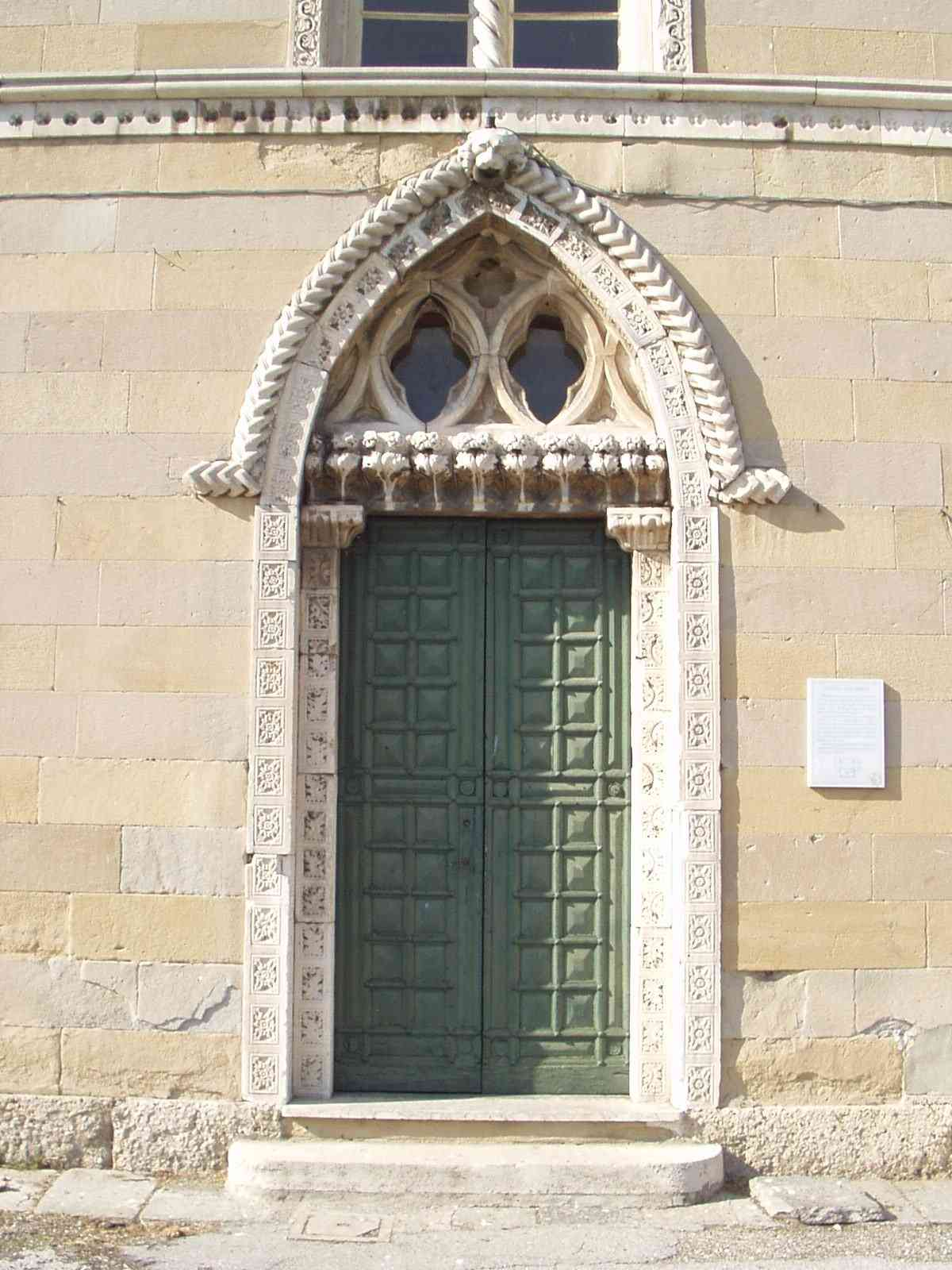
Cascina San Fedele, nel parco di Monza: particolare del materiale di spoglio proveniente da Santa Maria in Brera.

La chiesa si sviluppava su una pianta rettangolare, priva di transetto e terminante in tre vani absidali quadrati; gli interni erano suddivisi in tre navate, intervallate da eleganti colonne in serizzo, con basi modulate ad anelli e capitelli ascrivibili per il repertorio figurativo a decorazioni zoomorfe alla scultura lombarda del tardo Duecento. Le navate laterali contavano undici campate ciascuna; al di sopra dell'ultima campata orientale si innalzava la torre campanaria. Gli elementi strutturali e decorativi presentano una notevole affinità con San Pietro a Viboldone, appartenente anch'essa all'ordine degli Umiliati.

### La facciata
La facciata della chiesa, particolarmente ricca e composita, risalirebbe secondo l'iscrizione posta al tempo sull'architrave del portale, al 1347 e sarebbe attribuibile a Giovanni di Balduccio da Pisa. Presentava un profilo a capanna e si caratterizzava per il grande portale a tutto sesto con profonde strombature, realizzato in marmo chiaro, coronato da un'alta ghimberga con un piccolo rosone cieco e una piccola edicola finale. La chiesa appariva fortemente slanciata verso l'alto, oltre che per il particolare portale, anche per la rapida successione dei quattro sottili contrafforti, che caratterizzavano gli interni. La facciata, interamente rivestita in lastre marmoree a bande orizzontali, si alternava con tonalità bianche e grigie, di cui è rimasto un frammento nell'esterno sud-ovest del Palazzo di Brera. Le aperture erano organizzate in tre ordini orizzontali: bifore in quello inferiore e centrale, trifore in quello superiore.